# Font a la vora de l'antic Escorxador
La Font a la vora de l'antic Escorxador és una obra de Gandesa (Terra Alta) inclosa a l'Inventari del Patrimoni Arquitectònic de Catalunya.

## Descripció
Element gairebé perdut per la malesa i el nivell de sòl més elevat, a la vora d'un descampat. Per un llarg mur motllurat a la seva part superior, en el mig del qual hi ha el cos on estava el sortidor principal, sota un arc de mig punt, els bassis estan sota terra.
Sobre l'arc apareix l'escut de la vila amb la data de 1577. A la vora s'aprecien les restes d'una nau porxada que serví de rentador públic.

## Història
Sembla que el seu origen fou d'abeurador del bestiar, ja que a Gandesa tenien lloc en aquest descampat fires, on hi acudien grans ramats, cosa que explica la seva llargària.